# Antonio Veciana
Antonio Veciana Blanch (* 18. Oktober 1928 in Havanna; † 18. Juni 2020 in Miami) war ein Exilkubaner, der sich von der CIA anwerben ließ, um Fidel Castro zu ermorden. Er war der Gründer der Gruppe Alpha 66.

## Karriere
Nach der Kubanischen Revolution von 1959 wurde Veciana von Julio Lobo als Buchhalter angestellt und später Präsident des Berufsverbands der Buchhalter.
Noch im selben Jahr rekrutierte ihn David Atlee Phillips (Deckname „Maurice Bishop“) als Spion für die CIA, um Fidel Castro zu töten. Nach dem ersten Kontakt mit „Bishop“ belegte Veciana einen Kurs in psychologischer Kriegsführung und Sabotage. Nach der gescheiterten Invasion in der Schweinebucht im April 1961 wies „Bishop“ Veciana an, von einer im Namen von Vecianas Schwiegermutter gemieteten Wohnung in Havanna aus ein Attentat auf Castro in zu organisieren. Veciana verließ Kuba einen Tag vor dem Attentat im Oktober 1961, seine Frau und seine Kinder waren bereits einige Monate zuvor abgereist. Der Mordversuch – mit einer Panzerfaust – scheiterte.
Veciana ließ sich danach mit seiner Familie in Miami nieder und gehörte dort zu den Mitbegründern der Exil-Organisation Alpha 66. Sie wurde bald eine der aktivsten kubanischen Exilgruppen, erwarb Waffen und Boote und startete Kommandoüberfälle auf Kuba.
Von August 1968 bis Juni 1972 war Veciana in Bolivien als Berater der Zentralbank von Bolivien tätig und arbeitete eng mit der United States Agency for International Development zusammen. Sein Büro befand sich in der Passabteilung der amerikanischen Botschaft, seine Haupttätigkeit bestand in der Organisation antikommunistischer Anti-Castro-Aktivitäten. Dazu gehörte ein weiterer Attentatsversuch auf Castro, während dieser 1971 einen Staatsbesuch in Chile absolvierte. Vecianas Rekrutierung kubanischer Mitarbeiter, die einen Plan ausarbeiteten, um russische Agenten für das Attentat verantwortlich zu machen, führte zu einem Streit mit „Bishop“ und 1973 schließlich zur Beendigung ihrer Beziehung. „Bishop“ zahlte Veciana 253.000 US-Dollar in Anerkennung seiner Dienste.
1974 wurde Veciana wegen Verschwörung zur Lieferung von Betäubungsmitteln verurteilt; er verbüßte 27 Monate und beteuerte nach seiner Freilassung immer noch seine Unschuld.
Am 2. März 1976 sagte Veciana in seinem Haus in Miami vor dem House Select Committee on Assassinations aus, er sei zu einem Treffen mit „Bishop“ Ende August oder September 1963 in Dallas eingetroffen und sah dabei, wie „Bishop“ mit Lee Harvey Oswald sprach. Veciana sagte auch, dass Bishop einige Monate nach der Ermordung Kennedys angeboten hatte, einen Verwandten von Veciana, der im kubanischen Geheimdienstdirektorat in Mexiko-Stadt arbeitete, dafür zu bezahlen, dass er öffentlich sagte, er habe Oswald dort getroffen.
Am 21. September 1979 wurde Veciana in Miami von Unbekannten angeschossen. Vecianas Familie und Freunde meinten, Agenten der kubanischen Regierung hätten versucht, ihn zu töten. Veciana war zu diesem Zeitpunkt nicht mehr bei Alpha 66 aktiv. Seine Frau sagte, er habe bereits acht Monate zuvor Morddrohungen erhalten.

## Spätere Jahre
Veciana war 2004 kurzzeitig Schatzmeister der Kampagne von Maurice Ferré (1935–2019) für das Bürgermeisteramt vom Miami-Dade County. Er trat nach wenigen Tagen zurück, da er die staatliche Voraussetzung, ein registrierter Wähler zu sein, nicht erfüllte.
2013 gab Veciana mehrere Interviews, in denen er sagte, er glaubte, dass die Ermordung von John F. Kennedy von hochrangigen Militär- und Geheimdienstbeamten durchgeführt wurde.
Am 16. Januar 2016 veröffentlichte das Assassination Archives and Research Center das Video einer Konferenz, in der Veciana unmissverständlich erklärte, dass „Maurice Bishop“ tatsächlich der Deckname von David Atlee Phillips war.
2017 publizierte er mit Hilfe des in Miami lebenden Journalisten Carlos Harris ein vielbeachtetes Buch mit seinen Erinnerungen.
In den letzten Jahren lebte Veciana in einem Seniorenheim in Miami.

## Familie
Veciana war der Ehemann von Sira Muino und Vater der Journalistin Ana Veciana-Suarez.